# Vitantonio Liuzzi
Vitantonio Liuzzi, italijanski dirkač formule 1, * 6. avgust 1981, Locorotondo, Italija.
Vitantonio Liuzzi je italijanski dirkač Formule 1. Svojo kariero je začel v sezoni 2005 pri Red Bullu, toda svoj sedež na dirkah Formule 1 si je moral deliti z Avstrijcem Christianom Klienom, tako da je dobil priložnost le na štirih dirkah. Svoj največji uspeh, osmo mesto in prvo točko, pa je dosegel že kar na svoji prvi dirki za Veliko nagrado San Marina. Uvrščen je bil še na Veliki nagradi Evrope in sicer na devetem mestu. V sezoni 2006 se je preselil v drugo moštvo v lasti Red Bulla, Toro Rosso, ki pa je bilo eno najslabših moštev. Kljub temu mu je uspelo enkrat priti do točk, in sicer za osmo mesto na Veliki nagradi ZDA. To je bila tudi prva in za zdaj edina točka za Toro Rosso, kjer je Liuzzi ostal tudi v naslednji sezoni 2007, ko je moštvu motorje dobavljal Ferrari, tako da so računali na boljšo sezono. Res je bila boljša, toda le malenkostno, saj je Liuzzi edino uvrstitev med dobitnike točk dosegel s šestim mestom na dirki za Veliko nagrado Kitajske, tri točke pa so mu prinesle osemnajsto mesto v dirkaškem prvenstvu.

## Dirkaški rezultati

### Pregled rezultatov
| Sezona | Serija                       | Moštvo              | Dirke | Pole | Zmage | Toč | Uvr |
| ------ | ---------------------------- | ------------------- | ----- | ---- | ----- | --- | --- |
| 2001   | Formula Renault 2000 Eurocup | GM Motorsport       | 1     | 0    | 0     | 0   | NC  |
| 2001   | Nemška Formula Renault 2000  | GM Motorsport       | 8     | 1    | 1     | 139 | 2.  |
| 2002   | Nemška Formula 3             | Opel Team BSR       | 18    | 2    | 0     | 25  | 9.  |
| 2002   | Italijanska Formula 3        | Opel Team BSR       | 1     | 1    | 1     | 9   | 8.  |
| 2002   | Evropska Formula 3           | Opel Team BSR       | 1     | 0    | 0     | ?   | NC  |
| 2002   | Velika nagrada Macaa         | Team Carlin.Kolles  | 1     | 0    | 0     | ?   | NC  |
| 2002   | Masters Formule 3            | ?                   | 1     | 0    | 0     | ?   | 8.  |
| 2003   | Formula 3000                 | Red Bull Junior     | 10    | 1    | 0     | 39  | 4.  |
| 2003   | World Series by Nissan       | RC Motorsport       | 2     | 0    | 0     | 2   | 25. |
| 2004   | Formula 3000                 | Arden International | 10    | 9    | 7     | 86  | 1.  |
| 2005   | Formula 1                    | Red Bull            | 4     | 0    | 0     | 1   | 24. |
| 2006   | Formula 1                    | Toro Rosso          | 18    | 0    | 0     | 1   | 19. |
| 2007   | Formula 1                    | Toro Rosso          | 17    | 0    | 0     | 3   | 18. |
| 2009   | Formula 1                    | Force India         | 5     | 0    | 0     | 0   | 22. |
| 2010   | Formula 1                    | Force India         | 19    | 0    | 0     | 21  | 15. |
| 2010   | Formula 1                    | Hispania Racing     | 18    | 0    | 0     | 0   | 23. |

### Formula 3000
(legenda) (odebeljene dirke pomenijo najboljši štartni položaj, poševne pa najhitrejši krog)
| Leto | Moštvo          | Šasija      | Motor         | Gume | 1     | 2       | 3     | 4       | 5     | 6     | 7     | 8     | 9     | 10    | Prv | Toč |
| ---- | --------------- | ----------- | ------------- | ---- | ----- | ------- | ----- | ------- | ----- | ----- | ----- | ----- | ----- | ----- | --- | --- |
| 2003 | Red Bull Junior | Lola B02/50 | Zytek-Judd KV | A    | SMR 4 | ESP Ret | AUT 4 | MON Ret | EUR 2 | FRA 4 | GBR 3 | GER 4 | HUN 9 | ITA 4 | 4.  | 39  |
| 2004 | Arden           | Lola B02/50 | Zytek-Judd KV | A    | SMR 1 | ESP 1   | MON 1 | EUR 11  | FRA 1 | GBR 1 | GER 1 | HUN 2 | BEL 2 | ITA 1 | 1.  | 86  |

### Formula 1
(legenda) (odebeljene dirke pomenijo najboljši štartni položaj, poševne pa najhitrejši krog, †-uvrščen kljub odstopu)
| Leto | Moštvo                  | Šasija            | Motor                             | 1       | 2       | 3       | 4       | 5       | 6       | 7      | 8       | 9      | 10      | 11      | 12     | 13      | 14      | 15      | 16      | 17     | 18      | 19      | Prv | Toč |
| ---- | ----------------------- | ----------------- | --------------------------------- | ------- | ------- | ------- | ------- | ------- | ------- | ------ | ------- | ------ | ------- | ------- | ------ | ------- | ------- | ------- | ------- | ------ | ------- | ------- | --- | --- |
| 2005 | Red Bull Racing         | Red Bull RB1      | Cosworth TJ2005 3.0 V10           | AVS TD  | MAL TD  | BAH TD  | SMR 8   | ŠPA Ret | MON Ret | EU 9   | KAN     | ZDA    | FRA TD  | VB TD   | NEM TD | MAD TD  | TUR TD  | ITA TD  | BEL TD  | BRA TD | JAP TD  | KIT TD  | 24. | 1   |
| 2006 | Scuderia Toro Rosso     | Toro Rosso STR1   | Cosworth TJ2006 3.0 V10 14 Series | BAH 11  | MAL 11  | AVS Ret | SMR 14  | EU Ret  | ŠPA 15  | MON 10 | VB 13   | KAN 13 | ZDA 8   | FRA 13  | NEM 10 | MAD Ret | TUR Ret | ITA 14  | KIT 10  | JAP 14 | BRA 16  |         | 19. | 1   |
| 2007 | Scuderia Toro Rosso     | Toro Rosso STR2   | Ferrari 056 2.4 V8                | AVS 14  | MAL 17  | BAH Ret | ŠPA Ret | MON Ret | KAN Ret | ZDA 17 | FRA Ret | VB 16  | EU Ret  | MAD Ret | TUR 15 | ITA 17  | BEL 12  | JAP 9   | KIT 6   | BRA 13 |         |         | 18. | 3   |
| 2009 | Force India F1 Team     | Force India VJM02 | Mercedes-Benz FO 108W 2.4L V8     | AVS     | MAL     | KIT     | BAH     | ŠPA     | MON     | TUR    | VB      | NEM    | MAD     | EU      | BEL    | ITA Ret | SIN 14  | JAP 14  | BRA 11  | ABU 15 |         |         | 22. | 0   |
| 2010 | Force India F1 Team     | Force India VJM03 | Mercedes FO 108X 2.4 V8           | BAH 9   | AVS 7   | MAL Ret | KIT Ret | ŠPA 15  | MON 9   | TUR 13 | KAN 9   | EU 16  | VB 11   | NEM 16  | MAD 13 | BEL 10  | ITA 12  | SIN Ret | JAP Ret | KOR 6  | BRA Ret | ABU Ret | 15. | 21  |
| 2011 | Hispania Racing F1 Team | Hispania F111     | Cosworth CA2011 V8                | AVS DNQ | MAL Ret | KIT 22  | TUR 22  | ŠPA Ret | MON 16  | KAN 13 | EU 23   | VB 18  | NEM Ret | MAD 20  | BEL 19 | ITA Ret | SIN 20  | JAP 23  | KOR 21  | IND    | ABU 20  | BRA Ret | 23. | 0   |